# Saurauia vanoverberghii
Saurauia vanoverberghii är en tvåhjärtbladig växtart som beskrevs av Elmer Drew Merrill. Saurauia vanoverberghii ingår i släktet Saurauia och familjen Actinidiaceae. Inga underarter finns listade i Catalogue of Life.